# LONGS
LONGS （ロングス、長信銀・商中キャッシュサービス）は、SBI新生銀行・あおぞら銀行・商工組合中央金庫によるキャッシュサービスのネットワークである。

## 概要
1984年3月から郵政省は郵便貯金の全国オンラインシステムネットワークを稼働し、全国の郵便局に設置された2万台のCD・ATMから現金を引き出せるサービスを開始した。これは民間金融機関にとっては看過し得ない問題となった。このため、各業態間で郵貯ネットワークに対抗できるネットワークについて、検討・協議が重ねられた。
協議の結果、地方銀行の全国カードサービス（ACS）と都市銀行の都銀キャッシュサービス（BANCS)の提携が、まず実施されることとなり、1990年2月5日から地銀と都銀の業態間のオンライン提携である全国キャッシュサービス（MICS）が稼動した。この地銀と都銀の提携を機に、MICSを介した業態間のオンライン提携が進められ、同年5月には第二地方銀行、信託銀行、同年7月から信用金庫、信用組合、農業協同組合、労働金庫の各業態が提携した。
この提携に取り残された長期信用銀行の日本興業銀行、日本長期信用銀行、日本債券信用銀行の3行と商工中金は、店舗数が少ないため、オンライン提携の実施に関して、都銀の一部から「利点が少ない」との声が出ていた。しかし、郵便貯金のオンライン網に対抗することなどを考慮し、1992年11月に長信銀側の提携要望を受け入れる事になった。また当時、長信銀と商工中金はオンラインを開放していなかったため、共同システムを構築することになった。
1994年4月、長信銀と商工中金はオンライン提携であるLONGSを稼働し、同年11月21日、MICSを介しBANCSと提携した。またLONGS事務局の運営事務は東京銀行協会（現：全国銀行協会）が受託した
LONGSは、MICSを介しBANCSおよび信託銀行オンラインキャッシュサービス（SOCS）とオンライン提携を行なうが、他の業態とは提携していない(個別のケースは除く)。

### 近年の動静
金融再編等によって、LONGSを構成する金融機関は、変化が相次ぎ、日本興業銀行は2002年にみずほ銀行・みずほコーポレート銀行に合併・分割した際に離脱した。また経営破綻を経て国有化された長銀および日債銀は、2004年に新生銀行、2006年にあおぞら銀行とそれぞれ普通銀行に転換したが、いずれもLONGSには残留した。このほか商工中金は特殊会社たる株式会社商工組合中央金庫に改組され、完全民営化が検討されたが、2008年に始まった世界的な金融危機への対応や、その後の東日本大震災の発生を受け、完全民営化の時期が見直されている。
2015年初頭までに、新生銀行は自行ATMのすべてをセブン銀行ATMに切り替えた。
2007年9月、新生銀行が三浦藤沢信用金庫(後のかながわ信用金庫)との直接による相互接続を行った。しかし、前述の通り、新生銀行が自行ATMをすべてセブン銀行に入れ替えるなど、環境の変化が生じたため、かながわ信金側への事実上の片方向接続状態を経て、2015年12月31日を以て接続は解除となった。
2018年8月27日から、あおぞら銀行は自行のATMをゆうちょ銀行のATMに転換する旨を発表し、同年内に置き替えを完了させた。
このため自前のATMの設置は商工中金のみとなり、SBI新生銀行とあおぞら銀行は事実上ネットワークへの接続のみの状態となっている。
2024年4月から9月にかけて、商工組合中央金庫の店舗内ATMを順次撤去し、一部をセブン銀行ATMに転換される予定となっており、この転換ないしは撤去が完了した時点で、都市銀行ATMへの片方向乗り入れとなる予定。